# Mandarín del Suroeste
El Mandarín del Suroeste  (en chino tradicional, 西南官話; en chino simplificado, 西南官话; pinyin, Xīnán Guānhuà), también conocido como Mandarín del Alto Yangtze  (en chino tradicional, 上江官話; en chino simplificado, 上江官话; pinyin, Shàngjiāng Guānhuà), es una rama principal del chino mandarín. Se habla en gran parte del centro y el suroeste de China, incluyendo las provincias de Sichuan (sichuanés), Yunnan (dialecto de Kunming), Chongqing, Guizhou, la mayor parte de Hubei (dialecto de Wuhan), la parte noroeste de Hunan, la parte norte de Guangxi, y algunas zonas del sur de Shaanxi y Gansu.
Las variedades de mandarín del suroeste son habladas por aproximadamente 200 millones de personas. Si fuera una lengua aparte del "grupo chino mandarín" sería la sexta lengua del mundo con más hablantes nativos, tras el mandarín, español, inglés, hindi y bengalí.

## Visión de conjunto
El mandarín del suroeste fue formado por las oleadas de inmigrantes traídos a las regiones durante la dinastía Ming y la dinastía Qing. Debido a este movimiento relativamente reciente, estos dialectos muestran más similitud con el moderno mandarín estándar que con idiomas como el cantonés o min nan. Por ejemplo, al igual que la mayoría de los idiomas del sur de China, el mandarín del suroeste no posee la consonantes retroflexas (zh, ch, sh, r) del mandarín estándar, pero no retiene el tono de entrada, como la mayoría de los idiomas del sur hacen el Chengdu. Los dialectos de Chongqing y Hubei se cree que reflejan aspectos del mandarin lengua franca hablado durante la dinastía Ming. Sin embargo, algunos estudiosos creen que sus orígenes pueden ser más similares al mandarín jianghuai (mandarín del bajo Yangtzé).
Aunque parte del grupo del idioma mandarín, la variante del suroeste tiene muchas diferencias llamativas con el mandarín estándar, de forma que hasta 1955 se categorizaba generalmente junto con el cantonés y el wu como un grupo de dialectos no mandarines.
El mandarín del Suroeste es el idioma común en el distrito Kokang (de mayoría chino han) en el norte de Myanmar. El mandarín del suroeste es también uno de los dos idiomas oficiales del Estado de Wa, un estado autónomo no reconocido dentro de Myanmar, junto a idioma wa. Como la lengua wa no tiene forma escrita, el chino es el idioma oficial de trabajo del gobierno de ese estado.

## Fonología

### Tonos
La mayoría de los dialectos del sudoeste mandarín han, como el mandarín estándar, sólo conservan cuatro de los ocho tonos originales del chino medio. Sin embargo, el tono que entra por completo se ha fusionado con el tono de nivel bajo en la mayoría de los dialectos del suroeste, mientras que en mandarín estándar se dispersa aparentemente al azar entre los tonos restantes.
| Nombre                     | oscuro-level | claro-level | Tono ascendente | Tono saliente            | Tono entrante         | Distribución geográfica                                     |
| -------------------------- | ------------ | ----------- | --------------- | ------------------------ | --------------------- | ----------------------------------------------------------- |
| Dialecto de Chengdu        | 55           | 21          | 42              | 213                      | claro-llano mezclado  | Cuenca de Sichuan, partes de Guizhou                        |
| Dialecto de Luzhou         | 55           | 21          | 42              | 13                       | 33                    | Cuenca del suroeste de Sichuan                              |
| Dialecto de Luding         | 55           | 21          | 53              | 24                       | oscuro-llano mezclado | vecindad de Ya'an                                           |
| Dialecto de Neijiang       | 55           | 21          | 42              | 213                      | saliente mezclado     | área del Río Tuo bajo                                       |
| dialecto Hanzhong          | 55           | 21          | 24              | 212                      | level tone mezclado   | Shaanxi del sur                                             |
| Dialecto de Kunming        | 44           | 31          | 53              | 212                      | claro-llano mezclado  | Yunnan central                                              |
| Dialecto de Gejiu          | 55           | 42          | 33              | 12                       | claro-llano mezclado  | Yunnan del sur                                              |
| Dialecto de Baoshan        | 32           | 44          | 53              | 25                       | claro-llano mezclado  | Yunnan occidental                                           |
| Dialecto de Wuhan          | 55           | 213         | 42              | 35                       | claro-llano mezclado  | Hubei central                                               |
| Dialecto Shishou           | 45           | 13          | 41              | (claro) 214/ (oscuro) 33 | 25                    | Hubei del sur (Jingzhou)                                    |
| Dialecto de Hanshou        | 55           | 213         | 42              | (claro) 35/ (oscuro) 33  | 55                    | Hunan del noroeste（Changde）                               |
| Dialecto del Condado de Li | 55           | 13          | 21              | (claro) 213/ (oscuro) 33 | （claro）35           | Hunan del noroeste（Changde）                               |
| Dialecto de Xiangfan       | 34           | 52          | 55              | 212                      | claro-level           | Hubei del norte                                             |
| Dialecto de Guilin         | 33           | 21          | 55              | 35                       | claro-level           | Guangxi del norte, Guizhou del sur, partes de Hunan del sur |

### Sílabas
Los dialectos del sudoeste mandarín no poseen las consonantes vueltas hacia atrás de mandarín estándar, pero por lo demás comparten la mayoría mandarín fonológico cuenta con mayoría han perdido la distinción entre el nasal glotal. / N / y el consonante lateral / l / y las finales nasales / -n / y / -ŋ /. Por ejemplo, los sonidos "la" y "na" son generalmente indistinguibles, así como los sonidos "fen" y "feng". Algunas variedades también carecen de una distinción entre la labiodental sonora / f / y la glotis / h /.

## Subdivisiones
El mandarín del suroeste puede ser dividido en 12 subdialectos:
- Cheng-yu 成渝 (Dialecto de Chengdu y Dialecto de Chongqing)
- Dianxi 滇西 (oeste de Yunnan): Yaoli 姚里 y Baolu 保潞
- Qianbei 黔北 (norte de Guizhou)
- Kun-gui 昆貴 (Dialecto de Kunming y Guiyang)
- Guan-chi 灌赤 (Dialecto de Minjiang, suroeste de Sichuan y norte de Yunnan): Minjiang 岷江, Renfu 仁富, Yamian 雅棉, y Lichuan 丽川
- Ebei 鄂北 (norte de Hubei)
- Wu-tian 武天 (Wuhan, Hubei)
- Cen-jiang 岑江 (este de Guizhou)
- Qiannan 黔南 (sur de Guizhou)
- Xiangnan 湘南 (algunas ciudades de en el sur de Hunan)
- Gui-liu 桂柳 (Guilin y Liuzhou, Guangxi)
- Chang-he 常鹤 (noroeste de Hunan)